# Возмущённый (эсминец)
«Возмущённый» — эскадренный миноносец проекта 56 (код НАТО — «Kotlin class destroyer»).

## История строительства
Зачислен в списки ВМФ СССР 3 сентября 1952 года. Заложен на заводе № 199 им. Ленинского комсомола в Комсомольске-на-Амуре 30 декабря 1954 года (строительный № 84), спущен на воду 8 июля 1956 года. Принят флотом 31 декабря 1956 года, 10 января 1957 года эсминец вступил в состав Советского Военно-Морского Флота.

## Служба
Корабль после вступления в строй вошёл в состав Тихоокеанского флота ВМФ СССР, до перехода на Камчатку — в составе 10-й ОПЭСК, затем в составе 173-й БЭМ Камчатской флотилии. В 1959 году «Возмущённый» занимался охраной рыболовных промыслов в Охотском море. 20 октября 1961 года переведён в состав 201-й БПЛК. С 15 февраля 1961 по 18 июля 1962 года прошёл модернизацию по проекту 56ПЛО на «Дальзаводе» (79-я бригада строящихся и ремонтируемых кораблей). 30 сентября 1962 года отправлен на консервацию в бухту Новик.
30 июля 1987 года приказом министра обороны СССР корабль был исключён из списков кораблей ВМФ СССР и расформирован. В 1989 году корпус корабля разрезали на металл и оставили в бухте Труда (остров Русский) в полузатопленном состоянии.

## Особенности конструкции
Эскадренный миноносец «Возмущённый» вступил в строй с обтекателями линий валов, одним балансирным
рулем и РЛС «Фут-Н» (вместо РЛС «Риф»). Во время модернизации по проекту 56-ПЛО на корабле заменили фок-мачту новой, усиленной конструкции, усилили конструкции носовой надстройки; демонтировали РЛС «Якорь-М» и вместо неё установили РЛС «Якорь-М2». В середине 1970-х годов на корабле заменили РЛС «Нептун» двумя РЛС «Дон» (с антенным постом на фок-мачте), на средней надстройке в районе кормового котельного кожуха установили четыре спаренных 25-мм автомата 2М-ЗМ, а перед носовой АУ СМ-2-1 — две 45-мм салютные пушки. Тогда же корабль был оборудован СОТС МИ-110К.

## Командиры корабля
к.2р. Соловьёв Николай Васильевич (10.1954-11.1955)

## Бортовые номера
В ходе службы эсминец сменил ряд следующих бортовых номеров:
- № 019 (1966);
- № 340 (1967);
- № 403 (1970);
- № 763 (1987).